# Ruta Nacional 193 (Argentina)
La Ruta Nacional 193 es una carretera argentina asfaltada, al noreste de la provincia de Buenos Aires, que une la ciudad de Zárate, en el partido homónimo, con el pueblo de Solís, en el partido de San Andrés de Giles.
Su recorrido es de 31 km en la dirección noreste a sudoeste, numerados de kilómetro 4 a 35. Comienza en el puente sobre la Ruta Nacional 9 en la ciudad de Zárate y finaliza en el empalme con la Ruta Nacional 8, en Solís. Hacia el noreste de la intersección con la Ruta 9 continúa como Ruta Nacional 12.
Hasta mediados de la década de 2000 la Ruta Nacional 193 se extendía 4 km más hacia el noreste, hasta la rotonda de acceso a la ciudad de Zárate. En ese momento ese tramo cambió su denominación por Ruta Nacional 12.

## Localidades
Las ciudades y pueblos por los que pasa esta ruta de noreste a sudoeste son los siguientes (los pueblos con menos de 5.000 habitantes figuran en itálica).

### Provincia de Buenos Aires
Recorrido: 31 km. (kilómetro 4 a 35).
- Partido de Zárate: Zárate (kilómetro 4) y Escalada (km 10).
- Partido de Exaltación de la Cruz: Chenaut (km 24) y acceso a Diego Gaynor (km 30).
- Partido de San Andrés de Giles: Solís (km 35).

Recorrido antiguo: 56 km (kilómetro 0 a 56).
- Partido de Zárate: Zárate (kilómetro 4) y Escalada (km 10).
- Partido de Exaltación de la Cruz: Chenaut (km 24) y acceso a Diego Gaynor (km 30).
- Partido de San Andrés de Giles: Solís (km 35), Azcuénaga (km 43) y San Andrés de Giles (km 56).

## Gestión
En 1990 se concesionaron con cobro de peaje las rutas más transitadas del país, dividiéndose éstas en Corredores Viales.
De esta manera esta ruta fue parte del Corredor Vial 4 siendo la empresa ganadora de la licitación Caminos del Oeste, del Grupo Techint. Esta ruta no posee cabinas de peaje.
En el 2003 se renegociaron las concesiones, siendo la nueva empresa concesionaria Caminos de América. Tras varios años en mal estado fue repavimentada por la gobernación en 2015.

## Traza antigua
Antiguamente esta ruta tenía 56 km, desde Zárate hasta San Andrés de Giles. Mediante el Decreto Nacional 1595 del año 1979 se prescribió que este camino pasara a jurisdicción provincial. La Provincia de Buenos Aires se hizo cargo del mismo en 1988, cambiando su denominación a Ruta Provincial 193. Actualmente este camino es la Ruta Provincial 031-09 dentro del partido de Exaltación de la Cruz.